# Frankfurt-Nieder-Erlenbach
Nieder-Erlenbach ist seit dem 1. August 1972 der nördlichste Stadtteil und Ortsbezirk von Frankfurt am Main.

## Geographische Lage
Nieder-Erlenbach, gegründet als Haufendorf, liegt in den südlichen Ausläufern der Wetterau am gleichnamigen Erlenbach, rechter Nebenfluss der Nidda. Die Frankfurter Hauptwache liegt ca. 9 Kilometer entfernt, Bad Vilbel (Innenstadt) etwa 2,5 Kilometer. Karben-Petterweil liegt 3 km im Norden. Nach Bad Vilbel-Dortelweil im Osten sind es ebenso wie nach Frankfurt-Nieder-Eschbach im Westen etwa 2 km. Im Südwesten liegt Frankfurt-Harheim und im Südosten Bad Vilbel-Massenheim – jeweils 2 km entfernt.

## Geschichte

### Mittelalter
Die älteste erhaltene Erwähnung des Ortes als Arilbach (Erlenbach) stammt von 779 und aus dem Lorscher Codex: eine Frau Meginburc beschenkte das Kloster Lorsch mit ihrem gesamten dort gelegenen Eigentum. Das waren neben landwirtschaftlichen Flächen, Wirtschaftsbauten und Wohnhäusern auch vier Leibeigene. Nieder-Erlenbach lag nach dieser Eintragung im Gau Wettereiba (Wetterau).
Ab 24. Juni 1376 übte die Reichsstadt Frankfurt am Main die Herrschaft in Nieder-Erlenbach aus (→ Landamt (Frankfurt am Main)). Die Stadt konnte nach dem von Karl IV. verliehenen Recht der Dorfherrschaft auch die Schultheißen und Schöffenämter besetzen. 1401 gebot der König den Nieder-Erlenbachern noch einmal ausdrücklich, Frankfurt gehorsam zu sein. Der Grund dieser Anordnung ist nicht überliefert, lässt aber nicht auf große Liebe der Dörfler zu ihrer städtischen Herrschaft schließen. Die von Frankfurt eingesetzten Beamten nannten sich in der Folge (spätestens ab 1403) Burggrafen.

### Neuzeit
Das Partikularrecht von Nieder-Erlenbach war besonders verschachtelt: Hier galt seit dem 16. Jahrhundert die Frankfurter Reformation und mehrstufig subsidiär das Solmser Landrecht und das Gemeine Recht. Dies blieb auch mit dem Übergang an das Großherzogtum Hessen (Hessen-Darmstadt) so und änderte sich erst zum 1. Januar 1900, als das einheitlich im ganzen Deutschen Reich geltende Bürgerliche Gesetzbuch in Kraft trat und die Partikularrechte ersetzte.
Im 17. Jahrhundert wurde Nieder-Erlenbach zweimal durch verheerende Brände weitgehend vernichtet (1602 und 1677).
Nach der Gründung der Freien Stadt Frankfurt 1815 waren die Nieder-Erlenbacher ab 1823 durch einen Deputierten im Gesetzgebenden Körper repräsentiert, aber erst 1853 erhielten die Dorfbewohner das allgemeine Wahlrecht. Die Freie Stadt Frankfurt unterlag als Verbündeter Österreichs 1866 im Preußisch-Österreichischen Krieg dem Königreich Preußen, worauf Preußen 1866 Frankfurt annektierte und im Friedensvertrag vom 3. September 1866 die Frankfurter Landgemeinde Nieder-Erlenbach an das Großherzogtum Hessen (Hessen-Darmstadt) abgab. Hier lag es nun in der Provinz Oberhessen.
Nieder-Erlenbach blieb eine eigenständige Gemeinde im Landkreis Friedberg, bis es am 1. August 1972 im Rahmen der Gebietsreform in Hessen kraft Landesgesetz zusammen mit Harheim und Nieder-Eschbach nach Frankfurt am Main eingemeindet wurde. Zuvor war ein Zusammenschluss mit fünf Nachbargemeinden zur Gemeinde Eschbachtal gescheitert.

### Einwohnerentwicklung, soziale Lage
Daten sind erst seit dem 19. Jahrhundert bekannt. 1815 hatte Nieder-Erlenbach 556 Einwohner. Im Jahre 1900 ist die Bevölkerungszahl auf 1900 angewachsen, 1950 dann auf 1500 Einwohner. 2010 sind es ungefähr 4500 Die Einwohnerzahl beträgt 4.862. Nieder-Erlenbach hat eine überdurchschnittlich gute soziale Schichtung, im hier noch ländlich geprägten Raum ist der Anteil der Eigenheimbesitzer besonders hoch und mit nur ca. 1,3 Prozent Arbeitslosen (2012) wird der niedrigste Stand in Frankfurt verzeichnet.

## Politik

### Ortsbeirat
|  | Ortsbeiratswahl vom 14. März 2021(Stimmen in %) %50403020100 43,125,215,57,57,31,3 CDUGrüneSPDFDPBFFPARTEIGewinne und Verlusteim Vergleich zu 2016 %p 8 6 4 2 0 −2 −4 −6−5,1+6,8−1,3± 0,0−1,5+1,3CDUGrüneSPDFDPBFFPARTEI | Sitzverteilung im Ortsbeirat Nieder-Erlenbach 2021Insgesamt 9 Sitze - SPD: 1 - Grüne: 2 - CDU: 4 - FDP: 1 - BFF: 1 |

Stimmenanteile der Parteien in Prozent
| Jahr   | Wbt.  | CDU  | Grüne | SPD  | BFF  | FDP |
| ------ | ----- | ---- | ----- | ---- | ---- | --- |
| 119971 | k. A. | 55,5 | 12,4  | 27,2 |      |     |
| 2001   | 59,4  | 55,5 | 11,0  | 30,9 | 2,6  |     |
| 2006   | 55,5  | 52,1 | 10,3  | 22,5 | 9,5  | 5,6 |
| 2011   | 55,6  | 43,4 | 19,7  | 22,2 | 11,8 | 2,9 |
| 2016   | 56,9  | 48,2 | 18,4  | 16,8 | 8,8  | 7,8 |
| 2021   | 59,2  | 43,2 | 25,2  | 15,5 | 7,3  | 7,5 |

Sitzverteilung
| Jahr  | Gesamt | CDU | Grüne | SPD | BFF | FDP |
| ----- | ------ | --- | ----- | --- | --- | --- |
| 1997  | 9      | 5   | 1     | 3   |     |     |
| 2001  | 9      | 5   | 1     | 3   |     |     |
| 2006  | 9      | 5   | 1     | 2   | 1   |     |
| 2011  | 9      | 4   | 2     | 2   | 1   |     |
| 2016  | 9      | 4   | 2     | 1   | 1   | 1   |
| 20212 | 9      | 4   | 2     | 1   | 1   | 1   |

Fußnote
1 1997: zusätzlich: Statt: 3,7 %
2 2021: zusätzlich: PARTEI: 1,3 %

### Wappen
Am 3. Juli 1968 wurde der Gemeinde Nieder-Erlenbach im damaligen Landkreis Friedberg ein Wappen mit folgender Blasonierung verliehen: Schild von Rot und Silber geteilt, oben ein goldgekrönter silberner Adler, unten ein blauer gewellter Schrägbalken.
Der silberne Adler steht für die Zugehörigkeit zur Reichsstadt bzw. Freien Stadt Frankfurt als Frankfurter Dorf 1376–1866, der blaugewellte Schrägbalken für den Erlenbach.

## Kultur und Sehenswürdigkeiten

### Bauwerke
Auf dem Alten Friedhof Nieder-Erlenbach sind Gruft und Gräber der Familie von Lersner kulturhistorisch bedeutsam.

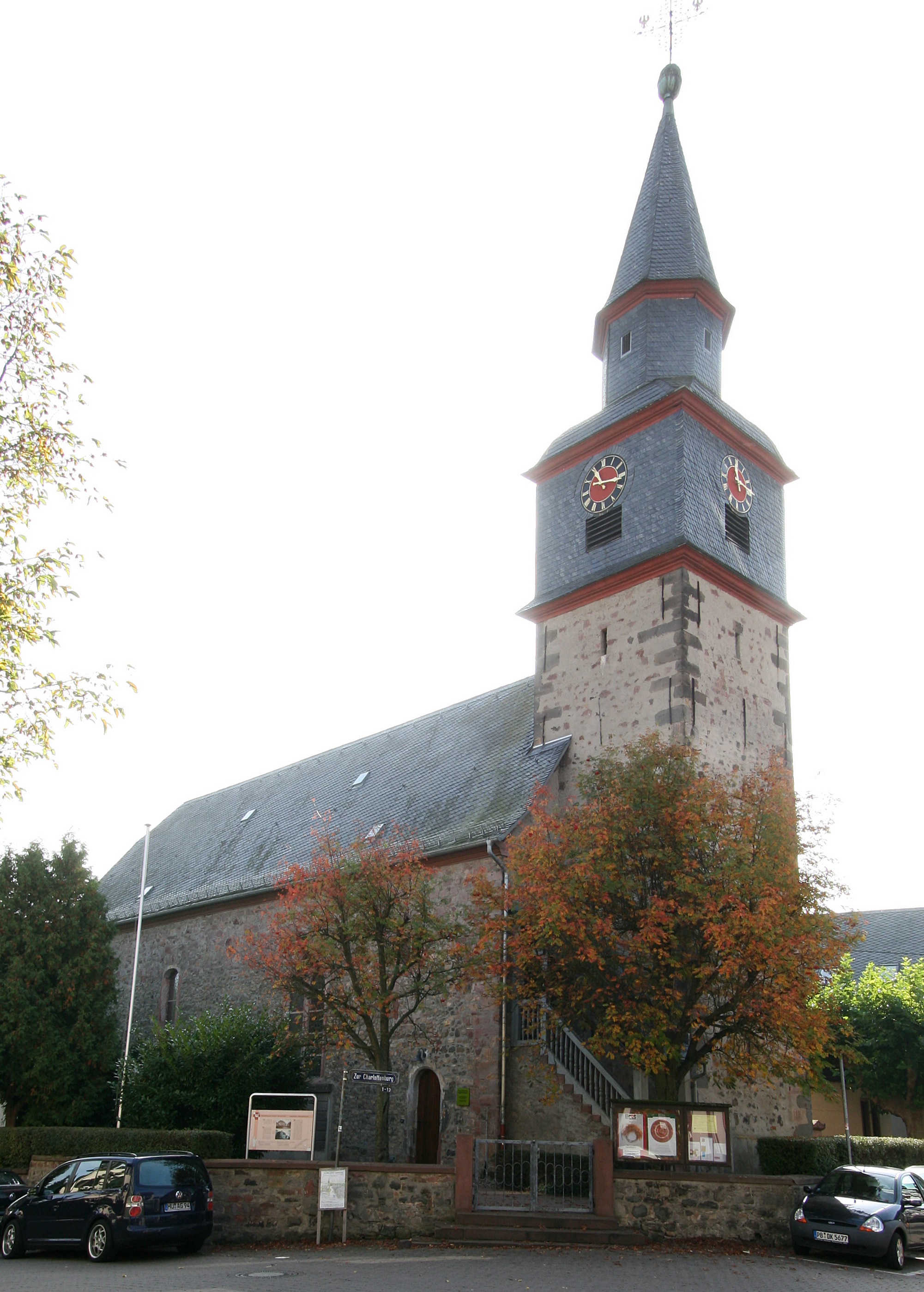
Evangelische Kirche
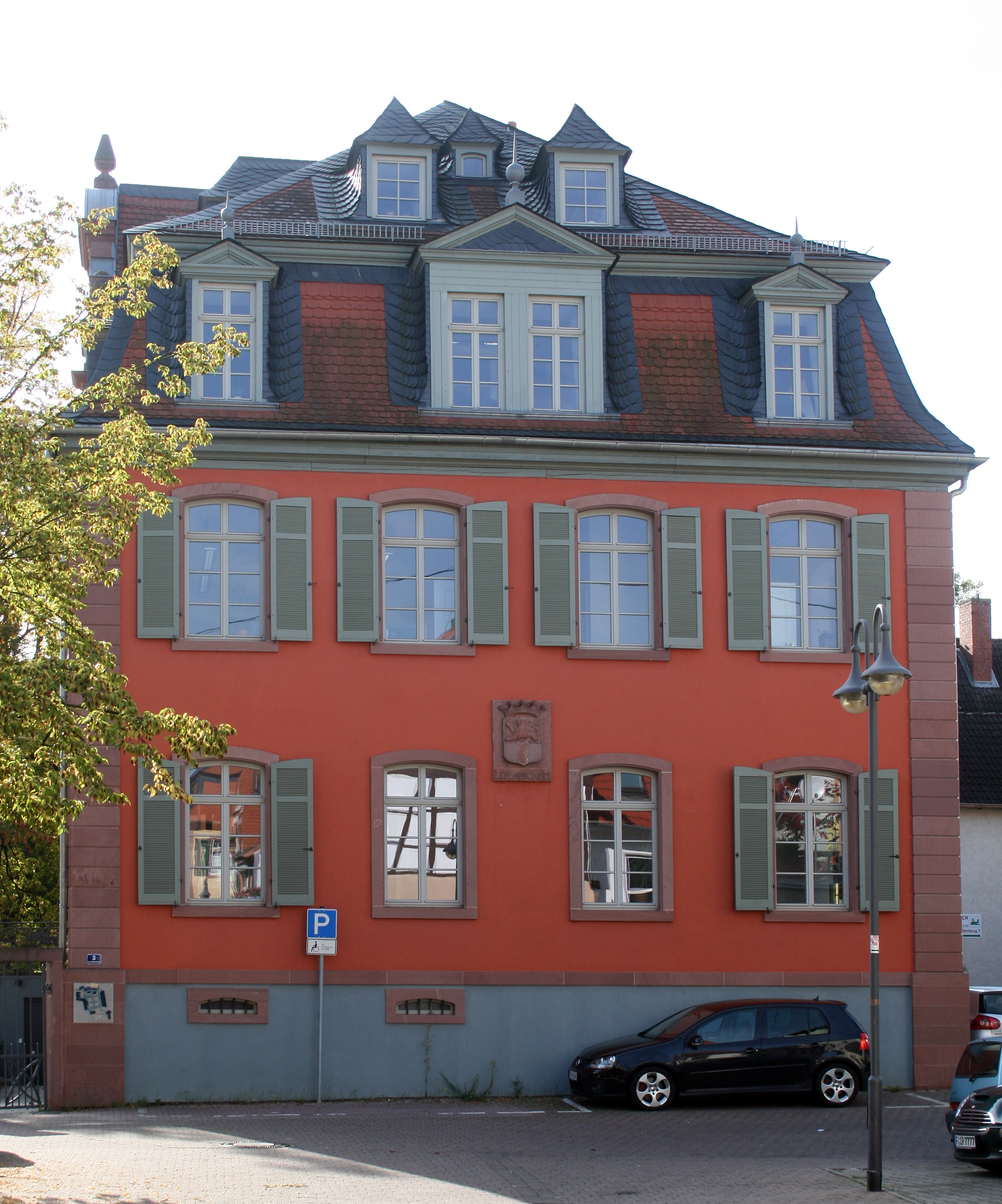
Lersner’sches Schloss, ehemaliger Gutshof
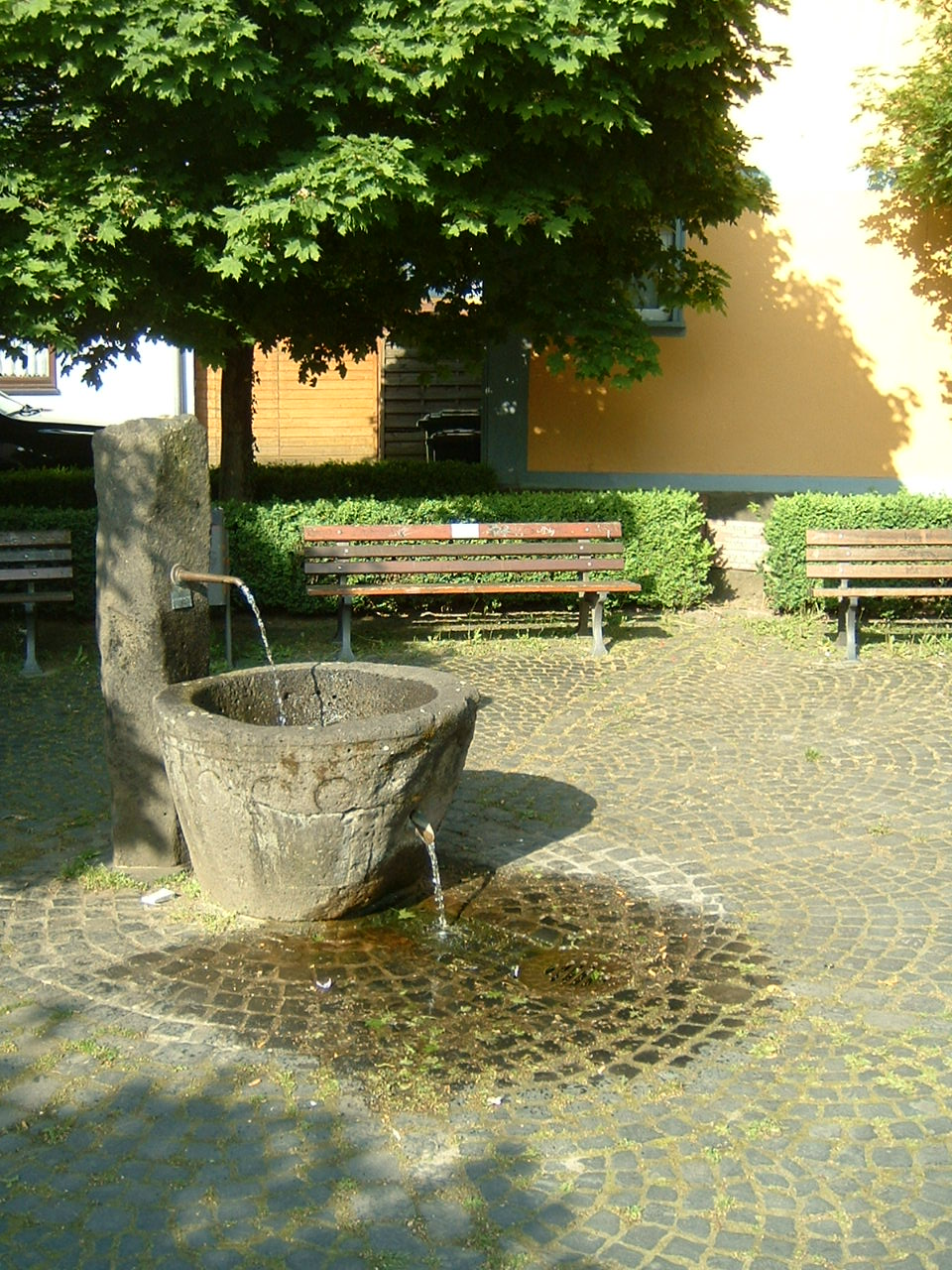
Bürgerbrunnen, errichtet aus einem Taufstein 1994
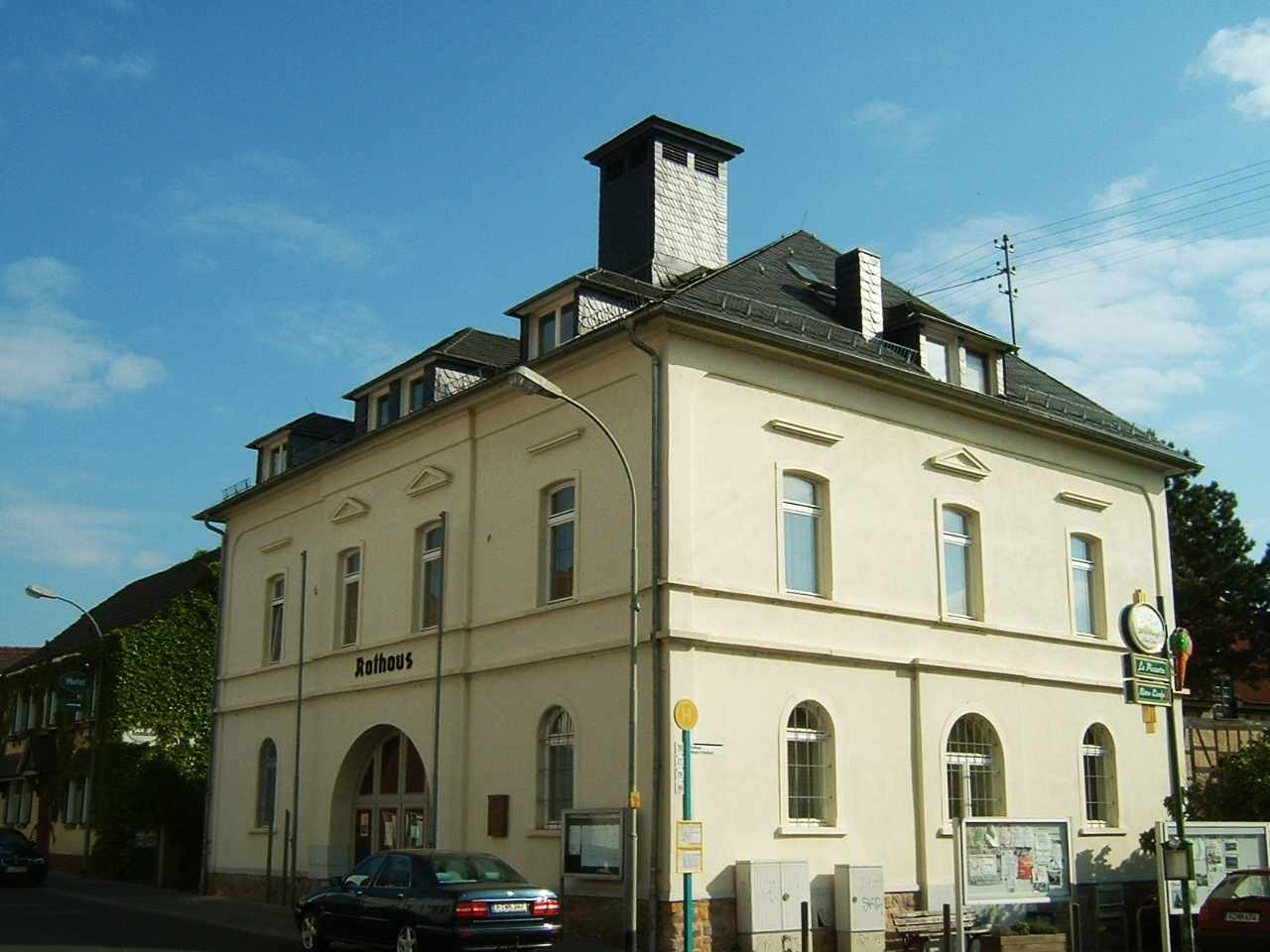
Altes Rathaus
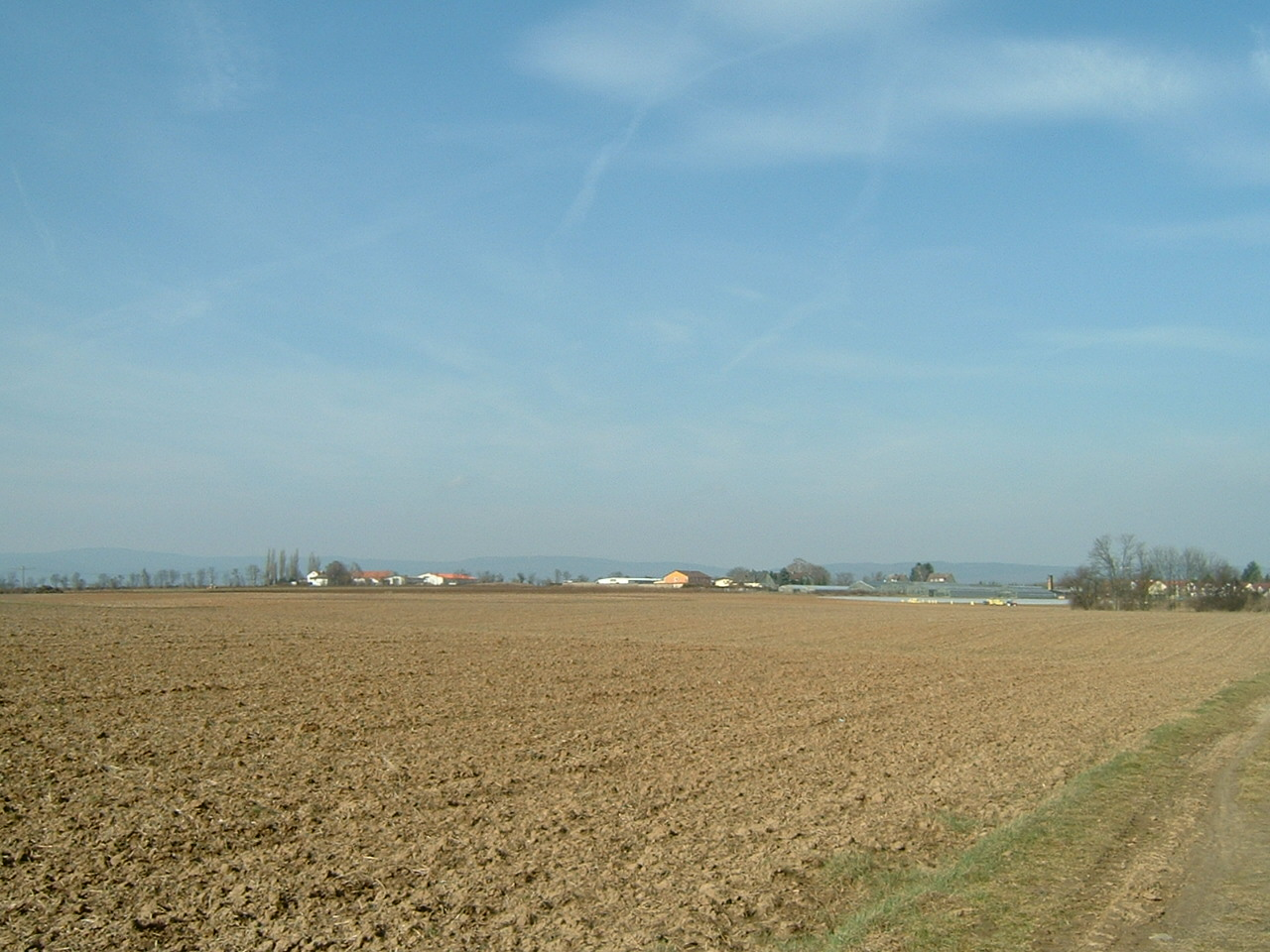
Blick auf den Ort von Massenheim aus
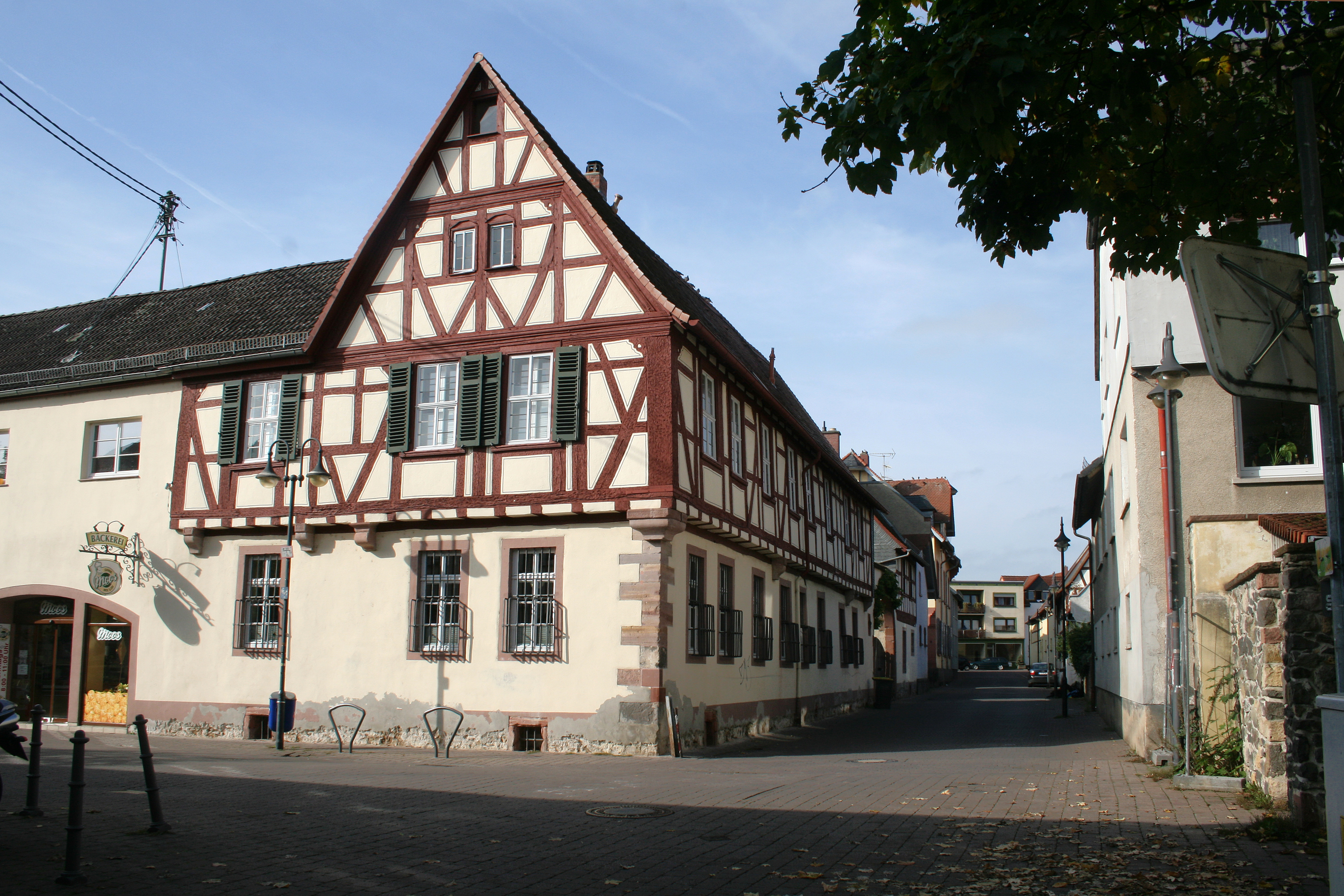
Blick in die Straße Alt-Erlenbach

### Regelmäßige Veranstaltungen
Spätestens seit 1537, der ersten urkundlichen Erwähnung dieser Festlichkeit, feiert der Ort alljährlich die Nieder-Erlenbacher Kerb. Seit 1976 findet im Juni regelmäßig das Internationale Volleyball-Freiluftturnier statt.

### Lapidarium
Im Juli 2010 wurden in der Nähe des Gedenksteins zu 1200-Jahr-Feier auf einem kleinen Platz vier im Jahre 2009 gefundene Grenzsteine und einer aus Privatbesitz zu einem Lapidarium vereint. Markant ist der Stein mit der Inschrift Ca. für die Casa alma, also die Stiftung Städtischer Almosenkasten. Ferner fällt der Stein mit der Gravur VS, dem Kürzel für die Sondershausen-von Gläsernthalsche Stiftung, auf.

## Wirtschaft und Infrastruktur

### Verkehr
Die Ausfahrt Frankfurt-Nieder-Eschbach an der Bundesautobahn 661 erreicht man in 6 km. Eine weitere Verbindung zur Innenstadt und zur A 661 führt Richtung Bad Vilbel zur Bundesstraße 3, Anschluss Massenheim. Über die Buslinien 25 (Berkersheim/Harheim), 27 (Preungesheim; nur morgens) und 29 (Nordwestzentrum) ist der Ort an die S6 in Berkersheim bzw. die U-Bahn-Linie 2 in Nieder-Eschbach angebunden. Die Buslinie 65 verbindet den Frankfurter Stadtteil mit Bad Vilbel und Bad Homburg-Ober-Erlenbach. Die Linie 29 verkehrt in allen Nächten von/nach Nieder-Eschbach und stellt den Anschluss an das Frankfurter Nachtnetz her. Die neue Busverbindung 356 verbindet Nieder-Erlenbach mit dem Bad Homburger und Bad Vilbeler Bahnhof. Bad Homburg wird über Ober-Erlenbach angefahren und Bad Vilbel über Massenheim. Die erste Fahrt findet um 5:22 Uhr statt, die letzte um 22:22 Uhr.
Als erste Straße Frankfurts wurde 2009 die Straße Alt-Erlenbach als „Shared Space“ eingerichtet. Nach Kritik der Anwohner und Verkehrsbehinderungen wurde das Projekt jedoch 2013 wieder beendet.

### Bildung
- Schule am Erlenbach (Grundschule)
- Anna-Schmidt-Schule (privates Ganztagsgymnasium)
- Schule im Reinhardshof  (private Förderschule)

## Persönlichkeiten
- Johann Seger Ruland (1683–1745),  Kaufmann in Speyer und Begründer der nach ihm benannten Rebsorte Ruländer
- Johann Balthasar Ritter (1674–1743), Pfarrer und Kirchenhistoriker, 1703 bis 1705 Pfarrer in Niedererlenbach
- Dieter Lindner (1939–2024), 1957–1971 Fußballspieler bei Eintracht Frankfurt
- Petra Roth (* 1944), 1995–2012 Oberbürgermeisterin von Frankfurt
- Wilhelm Ullmann (1854–1927), Abgeordneter der 2. Kammer der Landstände des Großherzogtums Hessen und Bürgermeister von Nieder-Erlenbach
- Georg Wetzell (1869–1947), deutscher General der Infanterie
- Literatur über Frankfurt-Nieder-Erlenbach nach Register nach GND In: Hessische Bibliographie